# Marcelo Vigil
Marcelo Vigil Pascual (Madrid, 1930- Salamanca, 1987) va ser un historiador espanyol.
Va estudiar Filologia Clàssica a la Universitat Central de Madrid. Posteriorment va continuar els seus estudis a la Universitat de Londres i va tornar a Espanya per doctorar-se amb una tesi sobre vidrieria antiga. El 1960 es va traslladar a estudiar a la Universitat de Roma. El 1965 és catedràtic d'Història Antiga a la Universitat de Granada, i posteriorment es va traslladar a la de Salamanca. Els seus treballs se centren fonamentalment en les edats antiga i mitjana a la península ibèrica. Alguns títols són Sobre los orígenes sociales de la Reconquista, Algunos problemas sociales del norte de la Península a fines del Imperio Romano i La formación del feudalismo en la Península Ibérica (els tres amb Abilio Barbero de Aguilera).